# Ciclismo nos Jogos Pan-Americanos de 2019 - Estrada contra o relógio feminino
A competição da estrada contra o relógio feminino foi um dos eventos do ciclismo nos Jogos Pan-Americanos de 2019, em Lima. Foi disputada nas ruas do Circuito San Miguel no dia 7 de agosto.

## Calendário
Horário local (UTC-5).
| Data        | Horário | Fase  |
| ----------- | ------- | ----- |
| 7 de agosto | 9:45    | Final |

## Medalhistas
| Ouro   | USA Chloe Dygert    |
| Prata  | TTO Teniel Campbell |
| Bronze | CAN Laurie Jussaume |

## Resultados
| Colocação         | Ciclista               | Nacionalidade         | Tempo    |
| ----------------- | ---------------------- | --------------------- | -------- |
| Medalha de ouro   | Chloe Dygert           | USA Estados Unidos    | 23:36.51 |
| Medalha de prata  | Teniel Campbell        | TTO Trinidad e Tobago | 24:50.24 |
| Medalha de bronze | Laurie Jussaume        | CAN Canadá            | 26:27.15 |
| 4                 | Jeydy Bernal           | CUB Cuba              | 26:29.87 |
| 5                 | Miriam Brower          | CAN Canadá            | 26:34.41 |
| 6                 | Anabel Plaza           | ARG Argentina         | 26:36.69 |
| 7                 | Caitlin Conyers        | BER Bermudas          | 26:39.45 |
| 8                 | Arlenis Cañadilla      | CUB Cuba              | 26:39.87 |
| 9                 | Aranza Sánchez         | CHI Chile             | 26:45.07 |
| 10                | Jéssica Escapite       | MEX México            | 26:51.94 |
| 11                | Lina Gómez             | COL Colômbia          | 26:53.73 |
| 12                | Miryam Padilla         | ECU Equador           | 27:23.87 |
| 13                | Lisa Groothuesheidkamp | ARU Aruba             | 27:29.76 |
| 14                | Lina Zapata            | COL Colômbia          | 27:36.40 |
| 15                | Fiorella López         | ARG Argentina         | 27:49.91 |
| 16                | Alexi Costa            | TTO Trinidad e Tobago | 27:53.69 |
| 17                | Wilmarys Durán         | VEN Venezuela         | 28:27.65 |
| 18                | Romina Ilizarbe        | PER Peru              | 28:58.71 |
| 19                | Nicole Mitchell        | BER Bermudas          | 29:43.02 |
| 20                | Micaela Sarabia        | BOL Bolívia           | 30:07.63 |
| 21                | Ariadna Herrera        | ECU Equador           | 30:15.12 |

Legenda
| Recorde mundial                  | Recorde mundial (World record)               |                       | Recorde africano                      | Recorde africano (African) |                                           | Q | Classificado por posição (Qualified) |
| Recorde dos Jogos Pan-Americanos | Recorde pan-americano (Pan-American record)  | Recorde da América    | Recorde da América (Americas)         | q                          | Classificado por melhor tempo (Qualified) |   |                                      |
| Melhor marca do ano              | Melhor marca do ano (World leading)          | Recorde asiático      | Recorde asiático (Asian)              | DNS                        | Não largou (Did not start)                |   |                                      |
| Recorde nacional                 | Recorde nacional (National record)           | Recorde europeu       | Recorde europeu (European)            | DNF                        | Não terminou (Did not finish)             |   |                                      |
| Recorde pessoal                  | Recorde pessoal do atleta (Personal best)    | Recorde da Oceania    | Recorde da Oceania (Oceania)          | DSQ / DQ                   | Desclassificado (Disqualified)            |   |                                      |
| Recorde da temporada             | Recorde da temporada do atleta (Season best) | Recorde sul-americano | Recorde sul-americano (South America) | NM                         | Sem marca (No mark)                       |   |                                      |